# Daniel Z. Freedman
Daniel Zissel Freedman (* 5. März 1939 in Hartford, Connecticut) ist ein US-amerikanischer theoretischer Physiker, der einer der Mitbegründer der Theorie der Supergravitation ist.

## Leben
Freedman studierte an der Wesleyan University und an der University of Wisconsin–Madison, wo er 1964 mit einer Arbeit zur Teilchenphysik bei Raymond F. Sawyer promovierte. 1964–1965 war er am Imperial College in London, 1965–1967 an der University of California, Berkeley und 1967–1968 am Institute for Advanced Study in Princeton. 1968 war er Assistenzprofessor, 1970 Associate Professor und von 1975 an Professor an der State University of New York at Stony Brook. Ab 1980 war er Professor für angewandte Mathematik am Massachusetts Institute of Technology, wo er seit 2001 auch Professor für Physik ist. 1974 und 1985 war er Gastprofessor an der École normale supérieure in Paris.
Freedman entwickelte 1976 mit Peter van Nieuwenhuizen und Sergio Ferrara an der Universität Stony Brook die Theorie der Supergravitation, wofür er 1993 mit beiden die Dirac-Medaille des ICTP in Triest, 2006 den Dannie-Heineman-Preis für mathematische Physik und 2019 den Special Fundamental Physics Prize erhielt. Freedman arbeitete unter anderem auch über die AdS/CFT-Korrespondenz.
1969 erhielt Freedman ein Forschungsstipendium der Alfred P. Sloan Foundation (Sloan Research Fellowship). Er ist Mitglied der American Academy of Arts and Sciences (1986), der National Academy of Sciences (2021) und Fellow der American Physical Society (1986).